# Potentilla alchimilloides
Potentilla alchimilloides är en rosväxtart som beskrevs av Philippe Picot de Lapeyrouse. Potentilla alchimilloides ingår i Fingerörtssläktet som ingår i familjen rosväxter.

## Underarter
Arten delas in i följande underarter:
- P. a. alchimilloides
- P. a. atlantica